# Bíblia de Ceolfrido

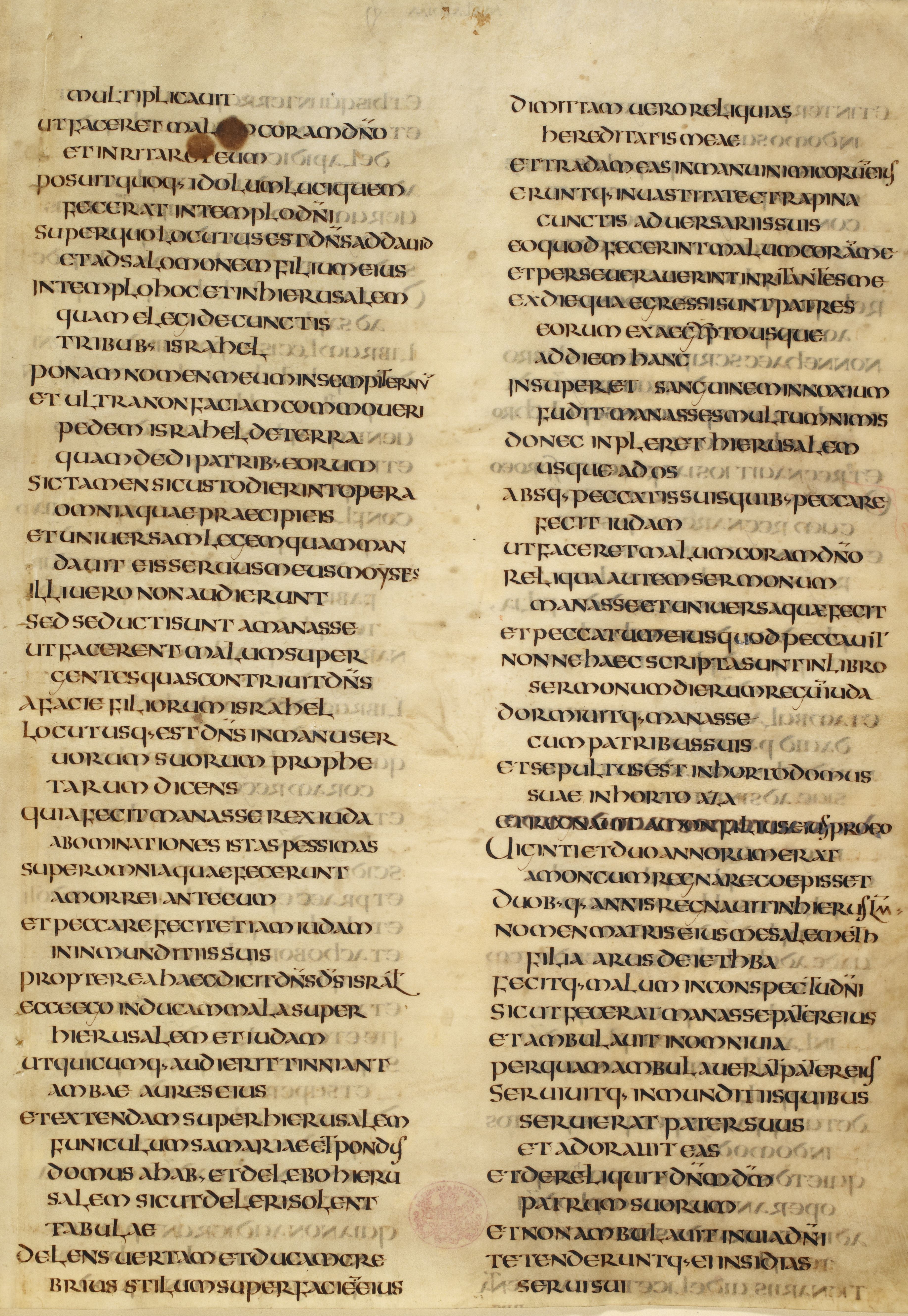
Fólio 11r da Bíblia Ceolfrid.

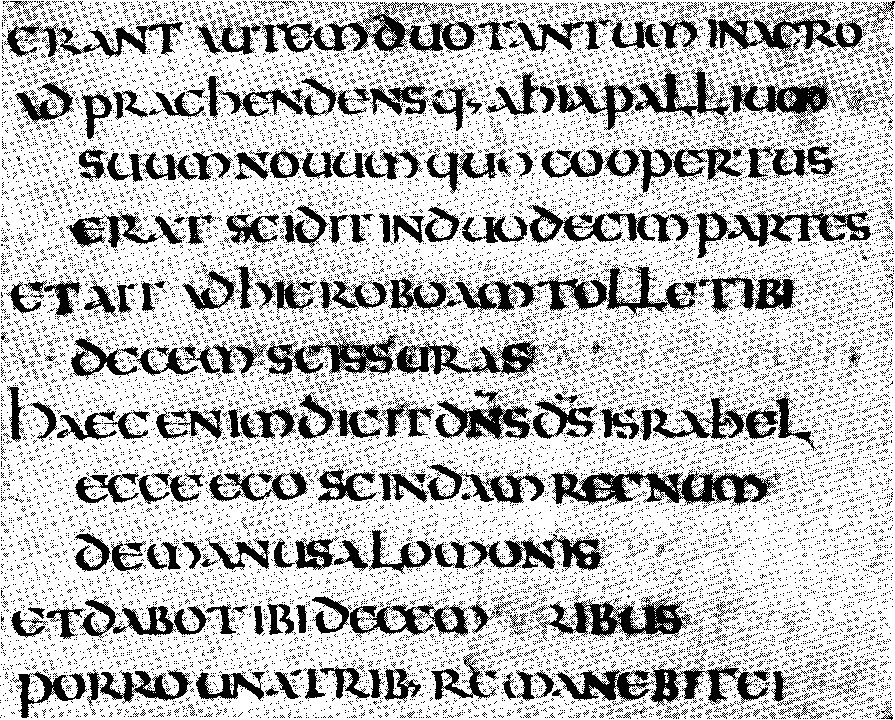
Biblioteca Britânica Add MS 37777

A Bíblia de Ceolfrido (Londres, Biblioteca Britânica, Add MS 45025) é um fragmento de uma Bíblia do final do século VII ou início do VIII. É quase certamente uma parte de uma das três Bíblias de volume único encomendadas por Ceolfrido, abade de Monkwearmouth- Jarrow. Está intimamente relacionado ao Codex Amiatinus, que é a única Bíblia completa sobrevivente dos três encomendados por Ceolfrido. As onze folhas de pergaminho sobreviventes do manuscrito contêm partes do texto em Latim da Vulgata do terceiro e quarto Livros dos Reis.
Exceto para o fólio 11, que está faltando uma faixa na parte inferior da folha, as folhas têm 430 mm por 340 mm. O texto está escrito em duas colunas de 44 linhas, em uma mão uncial. O roteiro e o texto têm uma notável semelhança com o Codex Amiatinus, embora haja algumas correções na Bíblia de Ceolfrido e não no Codex Amiatinus. O texto é organizado "por cola e vírgula", ou seja, o comprimento de uma linha serve para esclarecer o sentido do texto. O texto é dividido de forma idêntica ao texto do Codex Amiatinus. As primeiras linhas de cada capítulo são escritas com tinta vermelha. O início do Quarto Livro dos Reis é marcado por um P inicial aumentado, decorado com pontos vermelhos. Na margem próxima ao P inicial, há um monograma de Chi Rho, ladeado pelas letras gregas Alfa e Omega. A pontuação foi adicionada ao texto em uma data posterior. No século XIV, números de capítulos modernos foram adicionados juntamente com uma nota entre o final do Terceiro Livro dos Reis e o Início do Quarto Livro dos Reis, que diz Explicit Regum liber tercius. Incipit quartus. Prevaricatus est etc.
Uma única folha adicional, agora na British Library (Add MS 37777), contém outra parte do Terceiro Livro dos Reis e compartilha todas as semelhanças compartilhadas pela Bíblia de Ceolfrido e pelo Codex Amiatinus. Esta folha quase certamente é também da Bíblia de Ceolfrido ou da terceira Bíblia ordenada feita por Ceolfrido.
As folhas da Bíblia de Ceolfrido foram usadas no século XVI como capas para o Chartulary das terras da família Willoughby. Eles foram posteriormente preservados em Wollaton Hall, em Nottinghamshire. Add MS 37777 foi descoberto por Rev. William Greenwell em Newcastle.
Uma terceira folha foi encontrada em 1982 em Kingston Lacy, uma propriedade do National Trust perto de Wimborne Minster, em Dorset. Esta folha, proveniente de Eclesiástico III-IV, tinha sido usada como cobertura para documentos que também vieram da família Willoughby de Wollaton. A folha está agora em empréstimo de longo prazo para a Biblioteca Britânica.